# Kentaro Uramoto
Kentaro Uramoto (浦本 賢太郎 Uramoto Kentaro?, nacido el 13 de noviembre de 1982 en Oita) es un exfutbolista japonés. Jugaba de centrocampista y su último club fue el Oita Trinita de Japón.

## Trayectoria

### Clubes
| Club         | País  | Año         |
| ------------ | ----- | ----------- |
| Oita Trinita | Japón | 2001 - 2004 |

## Palmarés

### Títulos nacionales
| Título    | Club         | País  | Año  |
| --------- | ------------ | ----- | ---- |
| J2 League | Oita Trinita | Japón | 2002 |